# 1137
Cette page concerne l'année 1137  du calendrier julien.
L'année 1137 est une année commune qui commence un vendredi.

## Événements
- 28 mars : Pons de Tripoli est tué au Mont-Pèlerin par les hommes de Zanki[1].
- Mai-juin : le khan du Kara Khitaï Yelü Dashi qui a occupé Kachgar et Khotan, vainc le souverain Qarakhanide de Samarkand à Khodjend au Ferghana et se fait proclamer Kür-Khan (universel). Le sultan Saljûqide Sanjar, suzerain de Transoxiane, intervient mais est battu en 1141[2].
- Juin : Zanki assiège Homs (Emèse), contrôlée par les Damascènes. Le gouverneur de la ville fait appel aux Francs. Zanki se retourne contre eux, et les écrase sous les murs de Montferrand-Baarin[3].

- Juillet : Jean II Comnène reconquiert la Cilicie[3] au détriment du seigneur arménien Léon Ier[4].

- 10 - 20 août : Zanki obtient de Foulques V d’Anjou, assiégé dans la forteresse de Baarin, la reddition de la place forte et de celle proche de Rafanée[3].

- 30 août : Jean II Comnène met le siège devant Antioche. Raymond de Poitiers, qui est allé porter secours à Foulques d’Anjou, force le blocus et entre dans la ville. Il doit jurer fidélité à l’empereur byzantin (1137-1142)[3]. Les deux hommes préparent une campagne conjointe contre Chayzar et Alep.

- Roger II de Sicile promet aux Salernitains d’obtenir une diminution des droits qu’ils payaient à Alexandrie. Il conclut quelques années après un traité avec le calife d’Égypte[5].

### Europe
- 3 février (ou aux ides de septembre)[6] : les moines de Bégard fondent l'abbaye cistercienne de Saint-Aubin des Bois, à Plédéliac, dans l'actuel département des Côtes-d'Armor.

- Mars : Étienne de Blois, roi d’Angleterre, débarque en Normandie. En mai, il rencontre le roi Louis VI de France à Grossœuvre et conclut avec lui un traité d’amitié. Son fils Eustache rend hommage au roi de France pour le duché de Normandie[7].
- Mars à septembre : forte sécheresse en France (les puits et les fontaines sont à sec)[8].

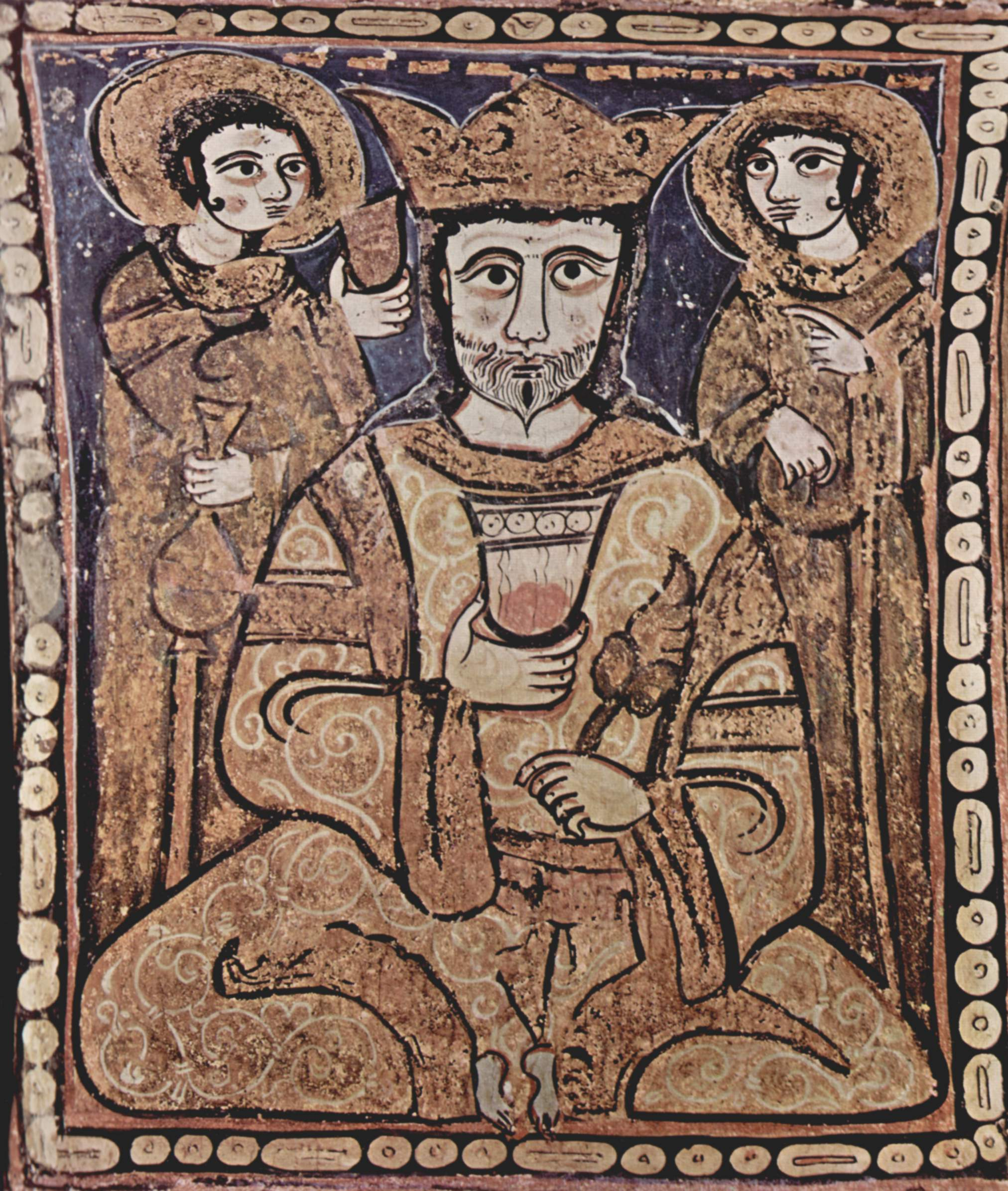
Portrait de Roger II de Sicile, fresque de la chapelle palatine de Salerne, vers 1150

- Printemps, Italie : l’empereur Lothaire envoie son gendre Henri le Superbe faire la conquête de la Toscane, tandis qu'il marche victorieusement le long de la côte Adriatique. Il atteint Bari en mai et rase la ville. Il se tourne contre Roger II de Sicile, lève le siège de Naples appuyé par une flotte pisane, puis assiège Salerne en juillet. Il ne peut en prendre la citadelle où s'est réfugié Roger II. Il marche ensuite sur Rome qu’il reprend à l’antipape Anaclet II en septembre pour la remettre au pape Innocent II[9]. Il meurt en décembre sur le chemin du retour en Allemagne.

- 9 avril : Guillaume X d'Aquitaine meurt à Compostelle lors d’un pèlerinage[10].

- 5 mai : mort d’Asser, archevêque de Lund, alors dépendant du Danemark. Eskil est élu[11] ; c’est la première élection d’un évêque par les seuls clercs sans intervention officielle du roi.

- 4 juillet : traité de Tui. Autonomie accordée au comté de Portugal[12].
- 25 juillet, Limoges : mariage de Louis VII et d’Aliénor d’Aquitaine. Elle lui apporte le Poitou, la Saintonge, l’Angoumois, la Marche, le Limousin, le Périgord, la Guyenne et la Gascogne. Le 8 août, les deux époux ceignent la couronne ducale[7]

- 1er août : mort de Louis VI et début du règne de Louis VII, le Jeune, roi de France (fin en 1180)[7]. Suger reste conseiller du roi.
- 8 août : Salerne capitule devant les forces de Lothaire de Supplinbourg. Le duché d’Apulie est donné en fief à Rainulf d’Alife[13].

- 11 août : Ramire II d’Aragon convoque les cortes à Barbastro (ou à Huesca) et leur demande de reconnaître sa fille Pétronille, âgée de trois ans, comme son héritière à la succession. Ils acceptent à la condition qu’elle ne règne que quand elle serait en âge de se marier[14] ; Raimond Bérenger IV, comte de Barcelone devient prince d’Aragon par ses fiançailles avec Pétronille[15] (noces en 1150).

- 18 septembre, Danemark : assassinat d’Érik II Emune à Ribe[16]. Érik Lam lui succède, mais devient moine sans avoir exercé de pouvoir réel (1147). Le Danemark, appauvri par les guerres contre les Wendes, les luttes dynastiques et les jacqueries risque de tomber sous tutelle germanique.

- 30 octobre : bataille de Rignano[13]. Après le départ de l’empereur Lothaire, les Normands de Roger II de Sicile débarquent à Salerne, mais sont vaincus par Rainulf d’Alife à Rignano Garganico. L’année suivante, Roger reprend son offensive, et prend le duché de Naples et les Abruzzes (1138-1140)

- 13 novembre : abdication de Ramire II d’Aragon, qui lègue son royaume à sa fille Pétronille et à son époux Raimond-Bérenger IV de Barcelone[17].
- 4 décembre : mort de Lothaire de Supplinbourg dans le Tyrol[18]. Henri le Superbe est investi du duché de Saxe par l’empereur sur son lit de mort[19] (fin en 1138).

- Louis VI donne le comté de Dreux en apanage à son fils Robert Ier de Dreux[20].
- Le comté de Forez entre dans la mouvance du royaume de France[21].

- La construction de la basilique Saint-Denis par Suger marque le début de la période architecturale gothique[22].